# سوريا في الألعاب الآسيوية 2018
شاركت سوريا في الألعاب الآسيوية 2018التي أقيمت في جاكرتا وباليمبانج، إندونيسيا، في الفترة من 18 أغسطس إلى 2 سبتمبر 2018.

## الحائزون على الميداليات
فاز المتنافسون السوريون التالية أسماؤهم بميداليات في الألعاب.
| الميدالية | الاسم          | الرياضة     | الحدث               | التاريخ  |
| --------- | -------------- | ----------- | ------------------- | -------- |
| برونزية   | مجد الدين غزال | ألعاب القوى | الوثب العالي للرجال | 27 أغسطس |

| رياضة       | الأول | الثاني | الثالث | المجموع |
| ألعاب القوى | 0     | 0      | 1      | 1       |
| المجموع     | 0     | 0      | 0      | 1       |

## المنافسين
وفيما يلي قائمة بأعداد المتنافسين الذين يمثلون سوريا والذين سيشاركون في الألعاب:
| رياضة              | رجال  | نحيف | المجموع |
| ------------------ | ----- | ---- | ------- |
| ألعاب القوى        | 1     | 0    | 1       |
| كرة سلة            | 12    | 4    | 16      |
| ملاكمة             | 2     | 0    | 2       |
| ركوب الدراجات      | 2     | 1    | 3       |
| الفروسية           | 2     | 0    | 2       |
| كرة القدم          | 20    | 0    | 20      |
| رياضة بدنية        | 1     | 0    | 1       |
| المصارعة اليابانية | 2     | 0    | 2       |
| الجودو             | 1 [a] | 0    | 1       |
| كوراش              | 1     | 1    | 2       |
| سامبو              | 1     | 1    | 2       |
| سباحة              | 1     | 0    | 1       |
| الترياتلون         | 2     | 0    | 2       |
| رفع الاثقال        | 1     | 0    | 1       |
| مصارعة             | 2     | 0    | 2       |
| المجموع            | 50    | 7    | 57      |

a  رياضي شارك أيضًا في كوراش.

## ألعاب القوى
الأحداث الميدانية
| الرياضيين      | الحدث   | المؤهلات | المؤهلات | النهائي | النهائي |
| الرياضيين      | الحدث   | النتيجة  | الدرجة   | النتيجة | الدرجة  |
| -------------- | ------- | -------- | -------- | ------- | ------- |
| ماجد إدين غزال | قفز عال | 2.15     | 7 ق      | 2.24    | -أجل    |

## كرة سلة
ملخص
| فريق                    | حدث               | مرحلة المجموعات | مرحلة المجموعات | مرحلة المجموعات   | مرحلة المجموعات        | مرحلة المجموعات  | مرحلة المجموعات | الربع النهائي            | الدور نصف النهائي / Pl. | النهائي / BM / Pl. | النهائي / BM / Pl. |
| فريق                    | حدث               | نتيجة المباراة  | نتيجة المباراة  | نتيجة المباراة    | نتيجة المباراة         | نتيجة المباراة   | مرتبة           | نتيجة المباراة           | نتيجة المباراة          | نتيجة المباراة     | مرتبة              |
| ----------------------- | ----------------- | --------------- | --------------- | ----------------- | ---------------------- | ---------------- | --------------- | ------------------------ | ----------------------- | ------------------ | ------------------ |
| سوريا رجال              | بطولة الرجال      | —               | —               | —                 | —                      | إيران · L 55−68  | 2 Q             | تايبيه الصينية · L 75−82 | إندونيسيا · W 76−66     | الفلبين · L 55−109 | 6                  |
| منتخب سوريا 3×3 للرجال  | بطولة 3x3 للرجال  | الأردن W 21−19  | المالديف W DSQ  | قطر L 7−17        | نيبال W 21−19          | اليابان L 13−21  | 3               | لم يتقدم                 | لم يتقدم                | لم يتقدم           | لم يتقدم           |
| منتخب سوريا 3x3 للسيدات | بطولة 3×3 للسيدات | —               | —               | إندونيسيا L 15−16 | كوريا الجنوبية L 15−16 | سريلانكا L 12−15 | 4               | لم يتقدم                 | لم يتقدم                | لم يتقدم           | لم يتقدم           |

### كرة السلة 5×5
دخل منتخب سوريا للرجال المنافسة ووقع في المجموعة الثانية. وتأهل الفريق بالتأكيد إلى الدور التالي بعد خروج الإمارات العربية المتحدة من المجموعة.

#### بطولة الرجال
قائمة

وفيما يلي قائمة منتخب سوريا في بطولة كرة السلة للرجال بدورة الألعاب الآسيوية 2018.

### كرة سلة3×3
كما شكلت سوريا فريقاً للرجال والسيدات يتنافس في كرة السلة 3 ضد 3. وضع فريق الرجال في المجموعة C بينما تم وضع فريق السيدات في المجموعة D بناءً على تصنيف الاتحاد الدولي لكرة السلة 3x3.

#### بطولة الرجال
قائمة
فيما يلي قائمة منتخب سوريا في بطولة كرة السلة 3x3 للرجال في دورة الألعاب الآسيوية 2018
.
- محمد عمار الغميان
- عمر ادلبي
- خليل خوري
- أحمد خياط

#### بطولة السيدات
قائمة
فيما يلي قائمة منتخب سوريا في بطولة كرة السلة 3x3 للسيدات في دورة الألعاب الآسيوية 2018
- فرح اسعد
- نورا بشارة
- جونا مبيض
- سيدرا سليمان
- بركة د

## ملاكمة
رجال
| رياضي           | الحدث           | الجولة 32      | دور الـ 16                       | الدور ربع النهائي | الدور نصف النهائي | النهائي        | المرتبه  |
| رياضي           | الحدث           | نتيجة المنافسة | نتيجة المنافسة                   | نتيجة المنافسة    | نتيجة المنافسة    | نتيجة المنافسة | المرتبه  |
| --------------- | --------------- | -------------- | -------------------------------- | ----------------- | ----------------- | -------------- | -------- |
| عبد المعين عزيز | الملاكمة–69 كجم | الوداع         | ليم ه-ج (كوريا الجنوبية) · L 0–5 | لم يتقدم          | لم يتقدم          | لم يتقدم       | لم يتقدم |
| أحمد غصون       | الملاكمة–75 كجم | الوداع         | س الموسوي (إيران) · L 0–5        | لم يتقدم          | لم يتقدم          | لم يتقدم       | لم يتقدم |

## ركوب الدراجات

### طريق
| رياضي      | الحدث               | النهائي | النهائي |
| رياضي      | الحدث               | وقت     | مرتبة   |
| ---------- | ------------------- | ------- | ------- |
| يوسف سروجي | سباق الطريق للرجال  | 3:29:56 | 27      |
| يوسف سروجي | تجربة الوقت للرجال  | DNS     | —       |
| روبا هيلين | تجربة الوقت للسيدات | DNS     | —       |

### مسار
الجري
| رياضي        | الحدث             | المؤهل   | المؤهل | النهائي    | النهائي  |
| رياضي        | الحدث             | وقت      | مرتبة  | وقت السباق | مرتبة    |
| ------------ | ----------------- | -------- | ------ | ---------- | -------- |
| طارق المعيكي | سباق الجري للرجال | 5:04.425 | 14     | لم يتقدم   | لم يتقدم |

أسطورة التأهل: FA = نهائي الميدالية الذهبية؛  FB = نهائي الميدالية البرونزية
أومنيوم
| رياضي        | الحدث          | سباق الصفر | سباق الصفر | سباق الإيقاع | سباق الإيقاع | سباق الإقصاء | سباق الإقصاء | سباق النقاط | سباق النقاط | إجمالي النقاط | مرتبة |
| رياضي        | الحدث          | رتبة       | نقاط       | رتبة         | نقاط         | رتبة         | نقاط         | رتبة        | نقاط        | إجمالي النقاط | مرتبة |
| ------------ | -------------- | ---------- | ---------- | ------------ | ------------ | ------------ | ------------ | ----------- | ----------- | ------------- | ----- |
| طارق المعيكي | أومنيوم للرجال | 15         | 12         | 17           | −20          | 17           | 8            | 15          | −17         | 11            | 16    |

## الفروسية
القفز
| رياضي          | حصان            | الحدث | المؤهل | المؤهل | المؤهل 1     | المؤهل 1 | المؤهل 1 | التصفيات 2 نهائي الفريق | التصفيات 2 نهائي الفريق | التصفيات 2 نهائي الفريق | الجولة النهائية أ | الجولة النهائية أ | الجولة النهائية أ | الجولة النهائية ب | الجولة النهائية ب | الجولة النهائية ب |
| رياضي          | حصان            | الحدث | نقاط   | رتبة   | ضربات الجزاء | المجموع  | رتبة     | ضربات الجزاء            | المجموع                 | رتبة                    | ضربات الجزاء      | المجموع           | رتبة              | ضربات الجزاء      | المجموع           | رتبة              |
| -------------- | --------------- | ----- | ------ | ------ | ------------ | -------- | -------- | ----------------------- | ----------------------- | ----------------------- | ----------------- | ----------------- | ----------------- | ----------------- | ----------------- | ----------------- |
| أحمد صابر حمشو | قرطاجنة 17      | فردي  | 3.30   | 11     | 4            | 7.30     | 16 س     | 0                       | 7.30                    | 12 س                    | 8                 | 15.30             | 12 س              | 1                 | 16.30             | 9                 |
| محمد الجباراني | إيتوس إتش بي سي | 23.85 | 62     | 13     | 36.85        | 56       | لم يتقدم | لم يتقدم                | لم يتقدم                | لم يتقدم                | لم يتقدم          | لم يتقدم          | لم يتقدم          | لم يتقدم          | لم يتقدم          |                   |

## كرة القدم
لعيت سوريا في المجموعة C في بطولة كرة القدم للرجال.
ملخص
| منتخب            | الحدث        | مرحلة المجموعات                  | مرحلة المجموعات | مرحلة المجموعات       | مرحلة المجموعات | دور الـ 16     | الدور ربع النهائي | الدور نصف النهائي | النهائي / BM   | النهائي / BM |
| منتخب            | الحدث        | نتيجة المباراة                   | نتيجة المباراة  | نتيجة المباراة        | مرتبة           | نتيجة المباراة | نتيجة المباراة    | نتيجة المباراة    | نتيجة المباراة | مرتبة        |
| ---------------- | ------------ | -------------------------------- | --------------- | --------------------- | --------------- | -------------- | ----------------- | ----------------- | -------------- | ------------ |
| سوريا تحت 23 سنة | بطولة الرجال | الإمارات العربية المتحدة · W 1–0 | الصين · L 0–3   | تيمور الشرقية · W 5–2 | 2 Q             | فلسطين · W 1–0 | فيتنام · L 0–1    | لم يتقدم          | لم يتقدم       | 6            |

## رياضة بدنية

### الجمباز الفني
الرجال
| رياضي         | الحدث | المؤهل | المؤهل | المؤهل | المؤهل | المؤهل | المؤهل | المؤهل   | المؤهل   | نهائي    | نهائي    | نهائي    | نهائي    | نهائي    | نهائي    | نهائي    | نهائي    |          |
| رياضي         | الحدث | الجهاز | الجهاز | الجهاز | الجهاز | الجهاز | الجهاز | الإجمالي | المرتبة  | الجهاز   | الجهاز   | الجهاز   | الجهاز   | الجهاز   | الجهاز   | الإجمالي | المرتبة  |          |
| رياضي         | الحدث | F      | PH     | R      | V      | PB     | HB     | الإجمالي | المرتبة  | F        | PH       | R        | V        | PB       | HB       | الإجمالي | المرتبة  |          |
| ------------- | ----- | ------ | ------ | ------ | ------ | ------ | ------ | -------- | -------- | -------- | -------- | -------- | -------- | -------- | -------- | -------- | -------- | -------- |
| يزن السليمان  |       |        |        |        |        |        |        |          |          |          |          |          |          |          |          |          |          |          |
| تمارين الأرضي | 7.100 | —      | —      | —      | —      | —      | 7.100  | 60       | لم يتقدم | لم يتقدم | لم يتقدم | لم يتقدم | لم يتقدم | لم يتقدم | لم يتقدم | لم يتقدم | لم يتقدم | لم يتقدم |
| حصان الحلق    | —     | 0.000  | —      | —      | —      | —      | 0.000  | 57       | لم يتقدم | لم يتقدم | لم يتقدم | لم يتقدم | لم يتقدم | لم يتقدم | لم يتقدم | لم يتقدم | لم يتقدم | لم يتقدم |

## المصارعة اليابانية
مفتاح:
- ADV - فاز بالمزايا.
- RDC – فاز بقرار الحكم.
- SUB - فاز عن طريق التقديم

رجال
| رياضي               | الحدث       | دور الـ 64     | الجولة 32                              | دور الـ 16     | الدور ربع النهائي | الدور نصف النهائي | النهائي        | النهائي / BM   | النهائي / BM |
| رياضي               | الحدث       | نتيجة المنافسة | نتيجة المنافسة                         | نتيجة المنافسة | نتيجة المنافسة    | نتيجة المنافسة    | نتيجة المنافسة | نتيجة المنافسة | مرتبة        |
| ------------------- | ----------- | -------------- | -------------------------------------- | -------------- | ----------------- | ----------------- | -------------- | -------------- | ------------ |
| عبد السلام حاج قدور | رجال 77 كجم | الوداع         | ريحان القادري (إندونيسيا) · L 0–100SUB | لم يتقدم       | لم يتقدم          | لم يتقدم          | لم يتقدم       | لم يتقدم       | لم يتقدم     |
| مهند شام            | رجال 77 كجم | الوداع         | الرشيد (الأردن) · L 0–100SUB           | لم يتقدم       | لم يتقدم          | لم يتقدم          | لم يتقدم       | لم يتقدم       | لم يتقدم     |

## الجودو
مفتاح:
- المركز الأول — إيبون
- المركز الثاني — وزا آري
- المركز الثالث — عقوبات الشيدو

رجال
| رياضي     | حدث    | الجولة 32      | دور الـ 16                            | الدور ربع النهائي | الدور نصف النهائي | الإعادة        | النهائي / BM   | مرتبة    |
| رياضي     | حدث    | نتيجة المنافسة | نتيجة المنافسة                        | نتيجة المنافسة    | نتيجة المنافسة    | نتيجة المنافسة | نتيجة المنافسة | مرتبة    |
| --------- | ------ | -------------- | ------------------------------------- | ----------------- | ----------------- | -------------- | -------------- | -------- |
| محمد قاسم | 81 كجم | مغادرة         | في زولوييف (قيرغيزستان) · L 00s3–10s1 | لم يتقدم          | لم يتقدم          | لم يتقدم       | لم يتقدم       | لم يتقدم |

## كوراش
رجال
| رياضي     | حدث         | الجولة 32                         | دور الـ 16                      | الدور ربع النهائي | الدور نصف النهائي | النهائي        | النهائي  |
| رياضي     | حدث         | نتيجة المنافسة                    | نتيجة المنافسة                  | نتيجة المنافسة    | نتيجة المنافسة    | نتيجة المنافسة | مرتبة    |
| --------- | ----------- | --------------------------------- | ------------------------------- | ----------------- | ----------------- | -------------- | -------- |
| محمد قاسم | رجال 81 كجم | دي كيه سنان (باكستان) · W 110−000 | مورودوف (طاجيكستان) · L 001−012 | لم يتقدم          | لم يتقدم          | لم يتقدم       | لم يتقدم |

نحيف
| رياضي      | حدث          | الجولة 32                              | دور الـ 16     | الربع النهائي  | الدور نصف النهائي | النهائي        | النهائي  |
| رياضي      | حدث          | نتيجة المنافسة                         | نتيجة المنافسة | نتيجة المنافسة | نتيجة المنافسة    | نتيجة المنافسة | مرتبة    |
| ---------- | ------------ | -------------------------------------- | -------------- | -------------- | ----------------- | -------------- | -------- |
| حسناء سعيد | سيدات 63 كجم | هوانغ س-ه (تايبيه الصينية) · L 000−100 | لم يتقدم       | لم يتقدم       | لم يتقدم          | لم يتقدم       | لم يتقدم |

## سامبو
| رياضي      | حدث          | الجولة 32      | دور الـ 16                          | الربع النهائي                   | الدور قبل النهائي | الإعادة 1      | الإعادة 2                     | الإعادة النهائية                 | النهائي / BM   | النهائي / BM |
| رياضي      | حدث          | نتيجة المنافسة | نتيجة المنافسة                      | نتيجة المنافسة                  | نتيجة المنافسة    | نتيجة المنافسة | نتيجة المنافسة                | نتيجة المنافسة                   | نتيجة المنافسة | مرتبة        |
| ---------- | ------------ | -------------- | ----------------------------------- | ------------------------------- | ----------------- | -------------- | ----------------------------- | -------------------------------- | -------------- | ------------ |
| منير غصن   | 52 كجم رجال  | مغادرة         | Ý أورازدوردييف (تركمانستان) · W 3–2 | S إيردينباتار (منغوليا) · L 0–3 | لم يتقدم          | مغادرة         | A أساكيف (قيرغيزستان) · W 2–1 | A رحماتيلويف (أوزبكستان) · L 0–4 | لم يتقدم       | لم يتقدم     |
| حسناء سعيد | 68 كجم سيدات | مغادرة         | G Ismatova (أوزبكستان) · L 0–9      | لم يتقدم                        | لم يتقدم          | لم يتقدم       | لم يتقدم                      | لم يتقدم                         | لم يتقدم       | لم يتقدم     |

## سباحة
رجال
| رياضي        | حدث               | مع ارتفاع درجات الحرارة | مع ارتفاع درجات الحرارة | النهائي  | النهائي  |
| رياضي        | حدث               | وقت                     | مرتبة                   | وقت      | مرتبة    |
| ------------ | ----------------- | ----------------------- | ----------------------- | -------- | -------- |
| ازاد البرازي | 50 متر صدر        | 28.53                   | 15                      | لم يتقدم | لم يتقدم |
| ازاد البرازي | سباحة 100 متر صدر | 1:03.01                 | 15                      | لم يتقدم | لم يتقدم |

## الترياتلون
فردي
| رياضي       | حدث  | السباحة (1.5 كم) | ترانس 1 | الدراجة (39.6 كم) | ترانس 2 | الجري (10 كم) | الوقت الكلي | مرتبة |
| ----------- | ---- | ---------------- | ------- | ----------------- | ------- | ------------- | ----------- | ----- |
| محمد ماسو   | رجال | 19:56            | 0:27    | 56:46             | 0:25    | 35:40         | 1:53:14     | 6     |
| محمد الصباغ | رجال | 19:02            | 0:30    | 57:38             | 0:23    |               |             | DNF   |

## رفع الاثقال
الرجال
| رياضي     | حدث          | خطف   | خطف  | نظيفة ورعشة | نظيفة ورعشة | المجموع | مرتبة |
| رياضي     | حدث          | نتيجة | رتبة | نتيجة       | مرتبة       | المجموع | مرتبة |
| --------- | ------------ | ----- | ---- | ----------- | ----------- | ------- | ----- |
| رجل الاسد | رجال+105 كجم | 187   | 5    | 225         | —           | —       | —     |

## مصارعة
مفتاح:
```
* و – 
النصر بالخريف
.
* PP – القرار بالنقاط – الخاسر بالنقاط الفنية.
* PO – القرار بالنقاط – الخاسر بدون نقاط فنية.
```

المصارعه الحرة للرجال
| رياضي             | حدث    | مؤهل                    | دور الـ 16     | الربع النهائي  | الدور قبل النهائي | الإعادة 1      | الإعادة 2      | النهائي / BM   | النهائي / BM |
| رياضي             | حدث    | نتيجة المنافسة          | نتيجة المنافسة | نتيجة المنافسة | نتيجة المنافسة    | نتيجة المنافسة | نتيجة المنافسة | نتيجة المنافسة | مرتبة        |
| ----------------- | ------ | ----------------------- | -------------- | -------------- | ----------------- | -------------- | -------------- | -------------- | ------------ |
| فضال الدين الأسطى | 86 كجم | شيراي (اليابان) · L 0–2 | لم يتقدم       | لم يتقدم       | لم يتقدم          | لم يتقدم       | لم يتقدم       | لم يتقدم       | 11           |

يوناني روماني رجال
| رياضي           | حدث    | دور الـ16              | الربع النهائي  | الدور قبل النهائي | الإعادة        | النهائي / BM   | النهائي / BM |
| رياضي           | حدث    | نتيجة المنافسة         | نتيجة المنافسة | نتيجة المنافسة    | نتيجة المنافسة | نتيجة المنافسة | مرتبة        |
| --------------- | ------ | ---------------------- | -------------- | ----------------- | -------------- | -------------- | ------------ |
| عبدالكريم الحسن | 67 كجم | جرائي (إيران) · L 2–11 | لم يتقدم       | لم يتقدم          | لم يتقدم       | لم يتقدم       | 13           |